# Geobiología

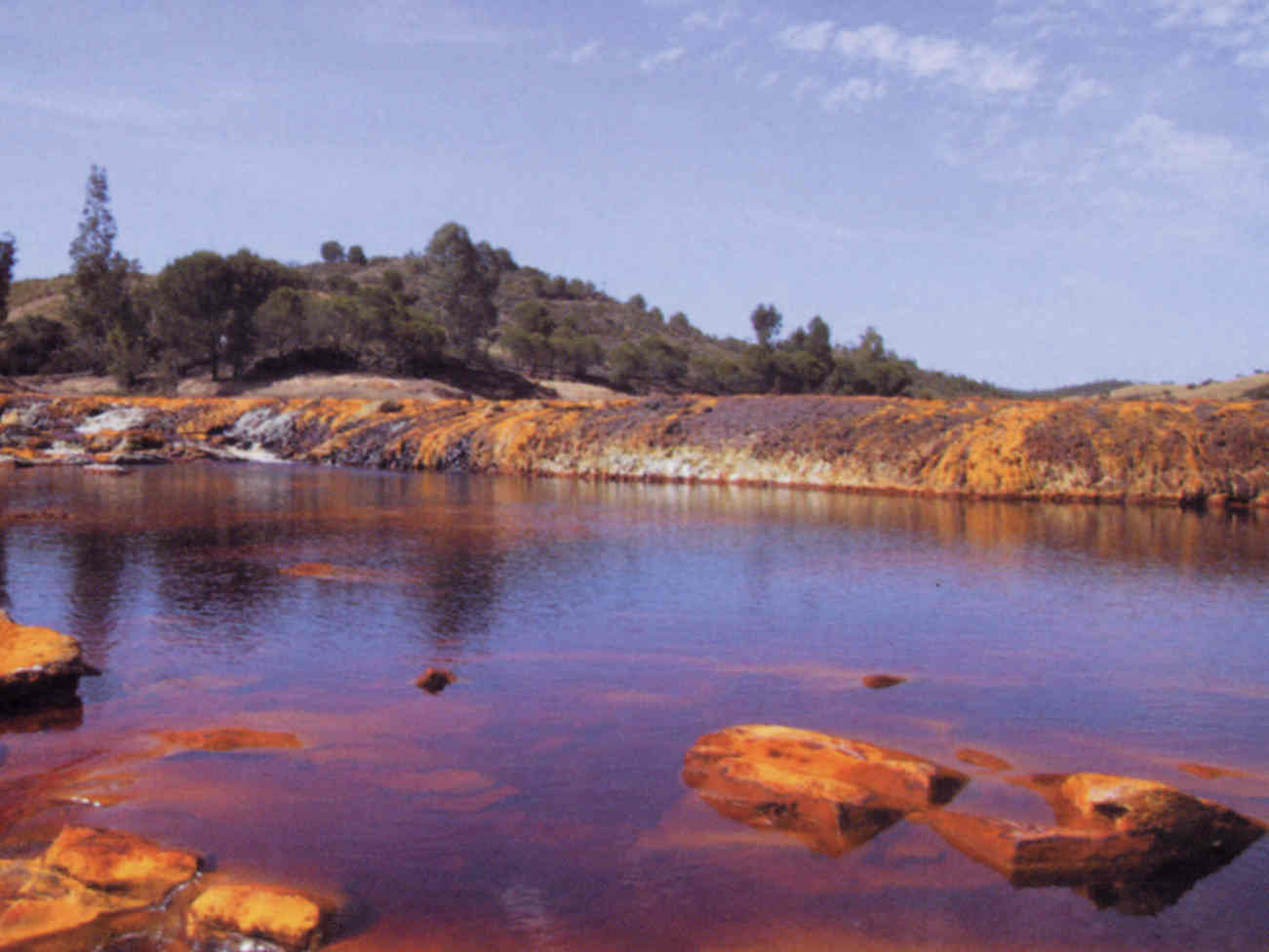
Río Tinto (Huelva, España), lugar priviliegiado de investigación de importantes problemas geobiológicos.

La geobiología es un campo científico interdisciplinario que explora las interacciones entre la vida y el ambiente fisicoquímico de la Tierra. También puede definirse como un estudio interdisciplinario entre las ciencias de la vida y las ciencias de la Tierra. Guarda importantes similitudes con la biogeología, pero esta última tendría un ámbito más restringido.
Los investigadores implicados en la geobiología pertenecen a campos como la geoquímica y la biogeoquímica, la mineralogía, la sedimentología, la climatología y la oceanografía, la edafología, la paleontología, la microbiología, la fisiología y la genética, la ecología y en general a todas aquellas especialidades geológicas en las que es importante comprender la influencia de los seres vivos, y aquellas especialidades biológicas o ambientales en que está implicado el ambiente físico.

## Historia
Se admite que la geobiología es una disciplina reciente, pero los elementos de su justificación se encuentran ya en la obra fundacional de la geología moderna, la Teoría de la Tierra, de James Hutton (1788). El término fue acuñado por L. Baas Becking (1934), quien presentó los problemas del campo de manera ya entonces muy similar a como son concebidos actualmente. Poco antes, Vladímir Vernadski le había dado al término biosfera su sentido actual, señalando el carácter integrado de los procesos geológicos y biológicos en la Tierra. La hipótesis Gaia, propuesta por J. Lovelock en 1969, aunque controvertida en algunos aspectos, contribuyó a la expansión del interés en este campo fronterizo.

## Campos de estudio
En la interfaz o límite entre las ciencias de la vida y las de la Tierra, la geobiología coincide con las ciencias ambientales, situando específicamente su objeto en la influencia de los seres vivos sobre el sistema Tierra, y en los condicionamientos que los procesos físicos del planeta le ponen al desarrollo evolutivo y ecológico de la vida. Un caso ejemplar de un problema geobiológico es el de la evolución de la composición de la atmósfera terrestre al compás de evolución de los tipos de metabolismo, por ejemplo con su conversión en una atmósfera oxidante bajo la influencia de la fotosíntesis oxigénica «inventada» por las cianobacterias.

### Ciclos biogeoquímicos
Un campo de estudio que debe ser integrado como parte importante de la geobiología son los ciclos biogeoquímicos: son movimientos cíclicos de los elementos que forman los organismos biológicos y el ambiente geológico e interviene un cambio químico.